# 1795 Вольтьер
1795 Вольтьер (1795 Woltjer) — астероїд головного поясу, відкритий 24 вересня 1960 року.
Тіссеранів параметр щодо Юпітера — 3,291.